# Riedgletscher
Riedgletscher – lodowiec o długości 6 km (2005 r.) i powierzchni 8,22 km² (1973 r.).
Lodowiec położony jest w Alpach Pennińskich w kantonie Valais w Szwajcarii.